# André Mauprey
André Mauprey, nom de plume d'André Jacques Bloch, est un écrivain, compositeur, librettiste, et acteur français, né le 19 août 1881 dans le 10e arrondissement de Paris et mort le 3 février 1939 dans le 18e arrondissement de cette même ville. Il repose au cimetière des Batignolles à Paris.

## Biographie
André Mauprey contribue à populariser L'Opéra de quat'sous, la comédie en musique de Bertolt Brecht et Kurt Weill, créée à Berlin en 1928. Il est le premier à traduire la plupart de ses chansons en français pour la version française, créée le 15 octobre 1939 au théâtre Montparnasse.
Travaillant avec Robert de Machiels et Serge Veber, il écrit les paroles pour l'opérette Tip-Toes sur la base des mélodies de George Gershwin.
Sa musique et les paroles sont chantées par Édith Piaf, Juliette Gréco, Marianne Oswald, Marlene Dietrich, et Mathé Altéry.
Il est élevé au grade d'officier de la Légion d'honneur en 1937.
Son fils, Didier Mauprey, était auteur-compositeur. La Sacem décerne annuellement un prix André-Didier Mauprey[réf. souhaitée].

## Théâtre
- 1912 : L'Arrière-petite-fille de Mme Angot, revue-opérette, aux Folies-Dramatiques[9],[10],[11].

## Œuvres musicales
- 1929 :  Tip-Toes, opérette en trois actes, d'André Mauprey, Robert de Machiels et Serge Veber, d'après Guy Bolton et Fred Thompson, Lyrics d'André Mauprey, musique de George Gershwin au Folies-Wagram.

## Filmographie
André Mauprey est un artiste polyvalent, contribuant comme un écrivain, auteur, compositeur et acteur pour de nombreux films dans les années 1920 et 30,.

### Scénario
- Le Baron tzigane (1935)
- Le Cavalier Lafleur (1934)
- Princesse Czardas (1934)
- L'Opéra de quat'sous (1931)

### Compositeur
- En m'en foutant

### Parolier
- La belle aventure (1932)
- Amourous Aventure (1932)
- Par Rocket to the Moon (1929)

### Acteur
- Midnight, Place Pigalle (1934)

## Discographie
La plus répandue des œuvres avec des paroles d'André Mauprey,:
- Complainte De Mackie (Mack the Knife)
- J'ai Laisse Mon Cœur
- Je T'ai Donné Mon Cœur
- Surabaya-Johnny
- Le Jazz Me Porte A La Peau
- Chanson De Barbara
- La Fiancée Du Pirate
- Jalousie